# A11高速公路
法国A11高速公路，又称L'Océane，是连接巴黎和西部港口城市南特的一条高速公路，长约327千米，是欧洲E50公路、欧洲E501公路和欧洲E60公路的一部分。

## 途径城市
- 巴黎
- 沙特尔
- 勒芒
- 昂热
- 南特

## 历史
- 1972年，貝爾納堡至蒂瓦尔开通，是本高速公路的首个开通段。
- 1975年，沙特尔至貝爾納堡段通车。
- 1978年，貝爾納堡至勒芒段通车。
- 1981年，昂热至南特段通车。